# 石津川駅
石津川駅（いしづがわえき）は、大阪府堺市西区にある、南海電気鉄道南海本線の駅。駅番号はNK13。

## 歴史
- 1919年（大正8年）6月1日：南海鉄道の湊駅 - 諏訪ノ森駅間に新設。
- 1944年（昭和19年）6月1日：会社合併により近畿日本鉄道の駅となる。
- 1947年（昭和22年）6月1日：路線譲渡により南海電気鉄道の駅となる。
- 1983年（昭和58年）7月3日：上り線のみ高架化。
- 1985年（昭和60年）5月7日：高架化完成。
- 2012年（平成24年）4月1日 ：駅ナンバリングが導入され、使用を開始[1][2]。

## 駅構造

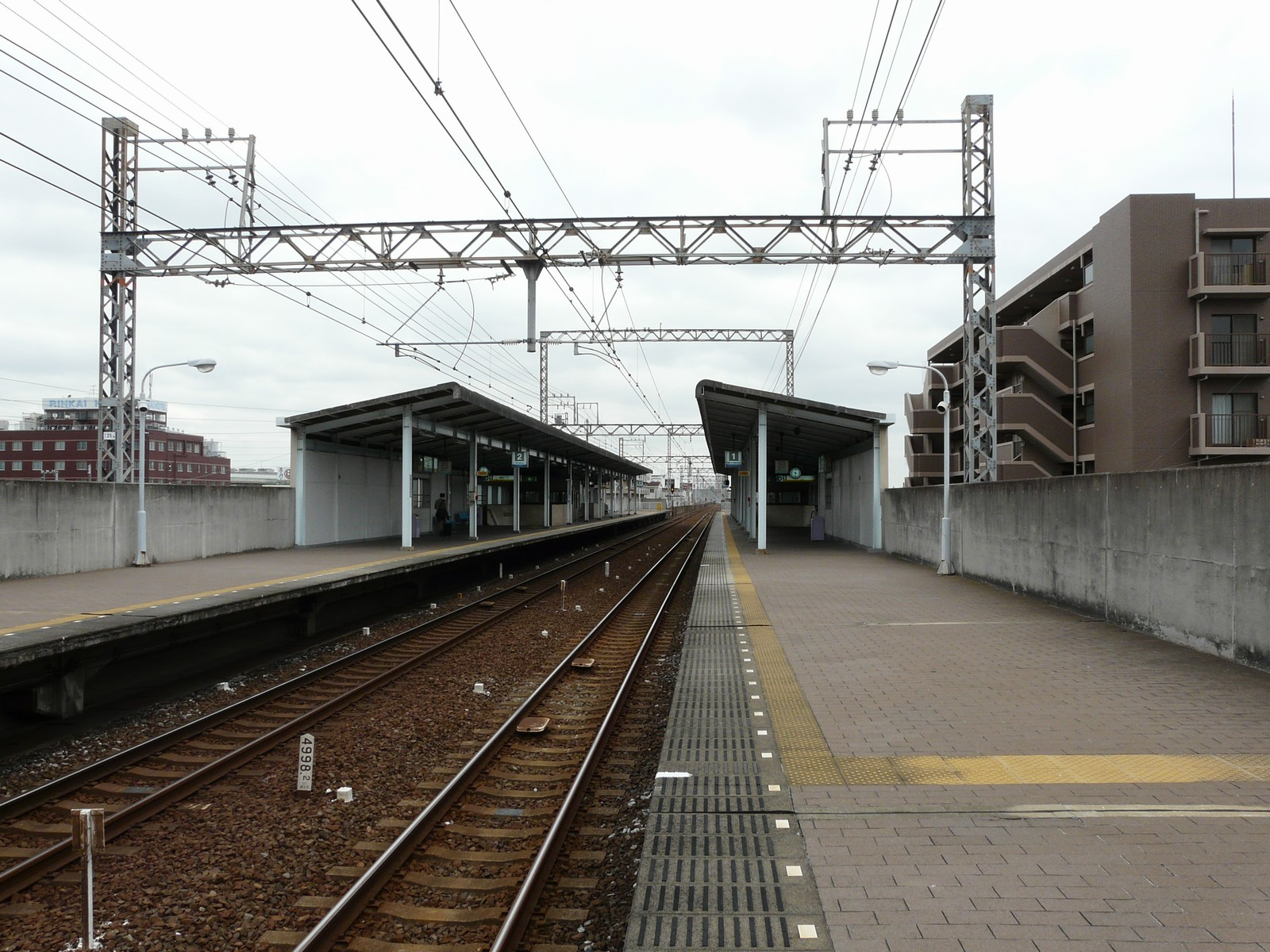
プラットホーム

相対式2面2線のホームを持つ高架駅である。ホームは3階、改札口は1階にある。トイレは設置されている。

### のりば
| のりば | 路線   | 方向 | 行先                   |
| ------ | ------ | ---- | ---------------------- |
| 1      | 南海線 | 下り | 関西空港・和歌山市方面 |
| 2      | 南海線 | 上り | なんば方面             |

## 利用状況
2019年（令和元年）次の1日平均乗降人員は14,488人（乗車人員：7,060人、降車人員：7,428人）であり、南海線内で区間急行以上の種別が停車しない駅では最多。
近年の1日平均乗降人員数は下表の通り。
| 年次   | 1日平均 乗降人員 | 順位 | 出典   |
| ------ | ---------------- | ---- | ------ |
| 2000年 | 14,713           | -    | [ 4 ]  |
| 2001年 | 14,292           | -    | [ 5 ]  |
| 2002年 | 14,611           | -    | [ 6 ]  |
| 2003年 | 14,458           | -    | [ 7 ]  |
| 2004年 | 14,233           | -    | [ 8 ]  |
| 2005年 | 14,168           | -    | [ 9 ]  |
| 2006年 | 14,631           | -    | [ 10 ] |
| 2007年 | 14,614           | 22位 | [ 11 ] |
| 2008年 | 14,776           | -    | [ 12 ] |
| 2009年 | 14,133           | -    | [ 13 ] |
| 2010年 | 13,639           | -    | [ 14 ] |
| 2011年 | 13,679           | 22位 | [ 15 ] |
| 2012年 | 13,658           |      | [ 16 ] |
| 2013年 | 13,786           | 22位 | [ 17 ] |
| 2014年 | 13,543           | 22位 | [ 18 ] |
| 2015年 | 13,801           | 22位 | [ 19 ] |
| 2016年 | 13,979           | 22位 | [ 20 ] |
| 2017年 | 14,150           | 22位 | [ 21 ] |
| 2018年 | 14,327           | 21位 | [ 22 ] |
| 2019年 | 14,488           | 20位 | [ 23 ] |

## 駅周辺

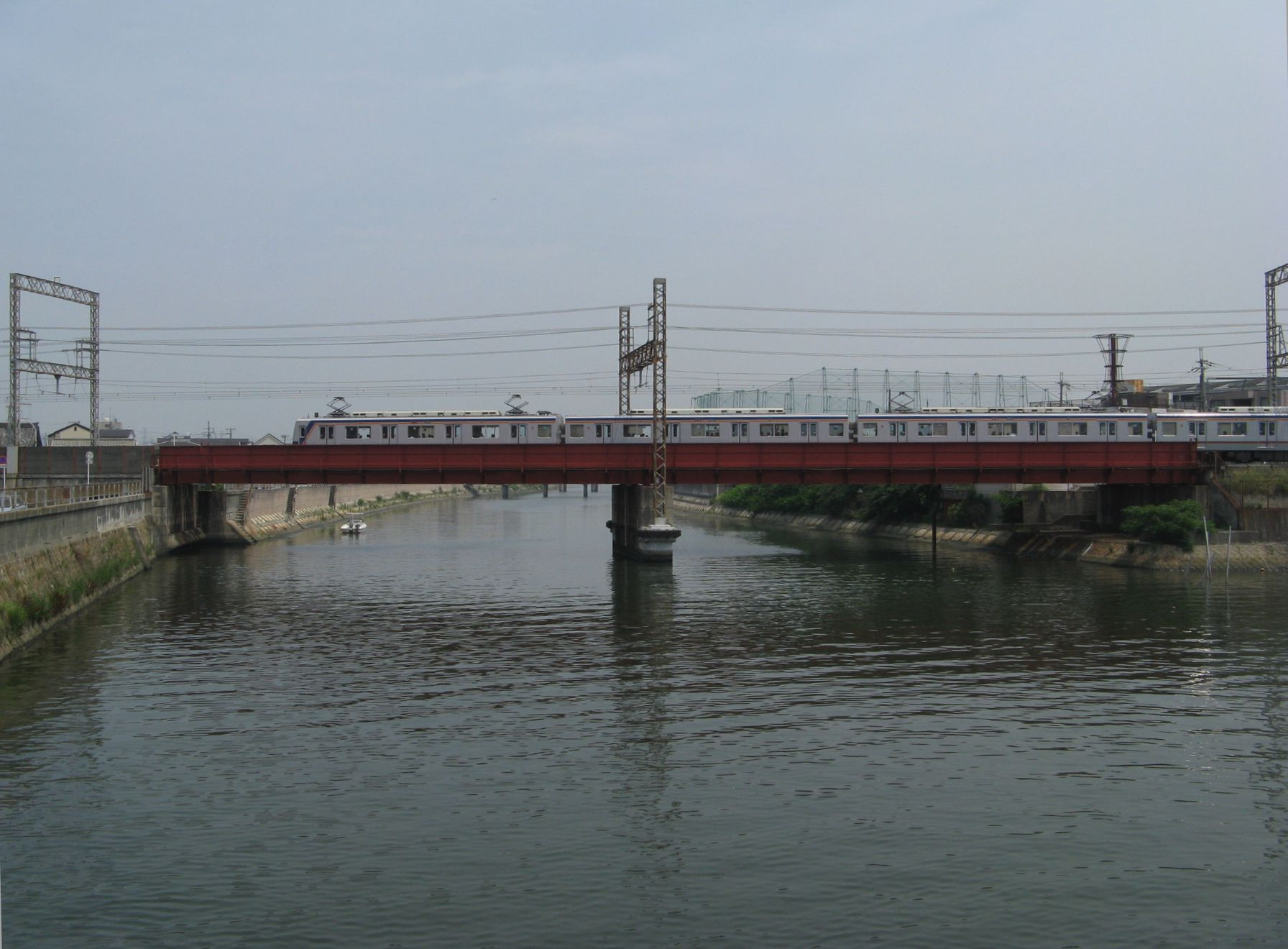
石津川を渡る南海本線の列車

駅構内にショップ南海がある。駅西側は大阪府道204号堺阪南線と大阪府道29号大阪臨海線が近接して併走している。
- 阪堺電気軌道阪堺線 石津北停留場
- 阪堺電気軌道阪堺線 石津停留場
- 石津川 - 駅名の由来となった河川。駅から約400m南を西流する。
- 堺泉北臨海工業地帯 - 駅西側のバス・タクシー乗り場から石津西町・築港新町といった同工業地帯の中核を成す埋立地へ道路が伸びている。路線バスに加えて各事業所・工場の送迎バスも発着する。
- 堺浜寺石津郵便局
- 堺市立浜寺石津小学校
- 石津太神社 - 約300m南の紀州街道沿い。
- 石津神社 - 約1km南東の国道26号沿い。
- 臨海ホテル石津店

過去には西鉄ライオンズ二軍チームの合宿所が当駅近くにあった。

### バス路線
南海バス石津川駅前停留所
- 90系統：臨港七区･六区方面循環
  - 休日は運休となる（平日14本、土曜10本の運行）。
- 112系統：諏訪ノ森駅前・浜寺公園駅前通・鳳駅前経由 堺市立総合医療センター前行き
  - 市立堺病院の移転および高機能化に伴い、既存の91系統を置換して2015年7月1日から運行を開始。また本数も大幅に増加（平日のみ往復4本→平日・土休日とも 駅発11本、病院発9本）している。

## 隣の駅
南海電気鉄道
 南海本線
■特急サザン・■急行・■空港急行・■区間急行
通過
■準急（難波行きのみ運転）・■普通
湊駅 (NK12) - 石津川駅 (NK13) - 諏訪ノ森駅 (NK14)
- 括弧内は駅番号を示す。